# Louis Jollivet
Pour les articles homonymes, voir Jollivet et Jolivet.
 (juillet 2015).
François Louis Jollivet, dit Louis Jollivet, né à Nevers (Nièvre) le 16 mai 1876 et mort pour la France le 16 juin 1915 à Caucourt, est un peintre décorateur et céramiste français.
Un homonyme (Louis Jolivet) était également porcelainier à Mehun-sur-Yèvre, dans le Cher.

## Biographie
Louis Jolivet est le second enfant de Jean Jolivet, sabotier à Nevers au no 24 de la rue Sainte-Valière, et de son épouse, Marie Clément, sans profession. Son aîné, France, est né en 1871 à La Fermeté, puis suivront Germain en 1879, et Ernest en 1881. C'est une famille qui donnera de nombreux potiers tant en Puisaye, que céramistes, faïenciers, décorateurs dans les ateliers de la Nièvre et du Sud Morvan.
Après sa scolarité, Louis Jolivet est admis dans l'atelier de Léon Legendre (1845-1915), professeur à l'école des beaux-arts de Nevers, puis entre en apprentissage chez Gabriel Montagnon, faïencier à l'enseigne « Au Bout du Monde » qu'il tenait de son père. Il part ensuite chez Jean, faïencier de l'empereur Napoléon III, à Vierzon.
Un passage en qualité de décorateur chez Félicien Cottard, faïencier à Nevers, où il fera des reproductions de faïences anciennes, vieux Rouen, Moustiers et Nevers, finira de lui donner toutes les ficelles du métier. C'est là qu'il rencontre Edmond Burlin qu'il le fera venir à Saint-Honoré-les-Bains.
Le 22 novembre 1899, il  épouse Claudine Lemaître (née en 1879) à Onlay. Son témoin est son ami Eugène Burlin (né en 1849), directeur à la Poterie de la Montagne. Le jeune couple va emménager à Saint-Honoré-les-Bains, au no 12 de l'actuelle rue de l'Église (autrefois no 10).
Il est embauché chez le marquis d'Espeuilles comme chef peintre céramiste de l'atelier de décoration de la Poterie de la Montagne à Saint-Honoré-les-Bains par Burlin. Il en deviendra comme lui le directeur de 1908 à 1914. En 1906, il est installé à son compte comme fabricant de faïence à son domicile. Ayant quitté la Poterie de la Montagne pour des raisons inconnues, il ouvre son propre atelier au no 12 (autrefois no 10) rue de l'Église en compagnie de son épouse qui s'occupe de la vente, comme elle le faisait à la boutique de la Montagne, dans le parc thermal.
En 1908, il devient directeur de La Poterie de la Montagne et, devant la difficulté de cuire des faïences dans le grand bâtiment principal, il construit en face de celui-ci la faïencerie qui reçoit deux fours adaptés à son travail. Il sortira de cet atelier un nombre considérable d'objets de toutes dimensions et d'une grande qualité technique et artistique, pièces aujourd'hui prisées des collectionneurs.
Mais la guerre va mettre un terme à son activité. Bien que d'une petite taille qui lui vaut un ajournement en 1898, il sera toutefois appelé en décembre mais, blessé à la jambe dans un accident de voiture hippomobile, il ne sera incorporé comme 2e classe au 237e régiment d'infanterie qu'au mois de mars 1915. Il n'ignore pas que son compagnon de travail, le mouleur Louis Balloux, est tombé au champ d'honneur en décembre 1914. Lui va être mortellement blessé et trouver la mort pour la patrie le 16 juin 1915 à Caucourt. Son corps sera ramené à Saint-Honoré et inhumé dans le caveau familial. Son épouse demeurera dans la maison du directeur de la Poterie, y compris pendant les années de fermeture allant de 1915 vers 1920-1921. Elle occupera ensuite une maison rue du général d'Espeuilles, y accueillant des enfants curistes. La maison de la Poterie de la Montagne fut démolie vers 1960.
Louis Jollivet est spécialisé dans la décoration picturale sur émail cuit. Il a fortement développé le décor stannifère, tout en conservant les activités industrielles de la Poterie de la Montagne. Sa production étalée sur une courte période d'une quinzaine d'années est particulièrement impressionnante, l'essentiel étant de la faïence à décor de grand feu.
Son frère France Jollivet travailla chez le faïencier Au Bout du Monde à Nevers comme potier et décorateur, puis chez son frère à la Poterie de la Montagne. Marié en 1899, il divorça après avoir eu un enfant mort en bas âge. Il meurt après 1922.
Son frère Ernest Jollivet fut peintre sur faïence.
Enfin son frère Germain Jollivet fut mouleur en faïence et épousa Annette Denise Butte le 30 avril 1910 à Nevers.

## Marques, signatures
On trouve en règle générale ses initiales « J.L » placées devant la mention « SAINT-HONORE-LES-BAINS », ou  « J.L. St HONORE-LES-BAINS ». Les terres cuites émaillées, les grès flammés ou vernis au sel, les barbotines ou faïences à reliefs sont poinçonnés en majuscules « JL ST HONORE » sur la base ou sur la paroi de la pièce. Parfois l'émail recouvre la marque, ce qui en rend la lecture peu aisée.

## Collections publiques
- Château-Chinon, musée du Costume : tour provenant de la Poterie de la Montagne dans un atelier de potier reconstitué
- Maux, église Saint-Michel : vase à fleurs en faïence
- Nevers, musée municipal Frédéric Blandin : encrier, écritoire
- Onlay, église Notre-Dame de l'Assomption : paire de vases à ornementation végétale, 1908-1915, faïence blanche, peint, décor à petit feu, glaçure craquelée sur l'un, éclats recollés sur l'autre
- Préporché, église Saint-Pierre : deux vases à fleurs
- Romans-sur-Isère, musée international de la Chaussure : Botte à décor floral, nœud en relief
- Saint-Honoré-les-Bains, église Saint-Loup :
  - Chemin de croix, 1914, quatorze plaques de faïence polychrome peintes sur émail cuit et bordées d'une frise de feuilles d'acanthe, 52 × 42 cm
  - Cuvette des fonts baptismaux en faïence
- Saint-Honoré-les-Bains, mairie : vitrines dans la grande salle

## Expositions
- Du 7 avril au 11 novembre 2012 à Arnay-le-Duc, à la maison régionale des arts de la table dans les anciens hospices Saint-Pierre, Barbotines, Majoliques, Trompe-l'œil… Dans le sillon de Bernard Palissy

## Pour approfondir